# Stora Katthavet
Stora Katthavet är en sjö i Västerås kommun i Västmanland och ingår i Norrströms huvudavrinningsområde.